# 沙沙圪台站
沙沙圪台站是位于内蒙古自治区伊金霍洛旗沙沙圪台镇的一个铁路车站，邮政编码17205。车站建于1988年，有包神铁路经过该站，现仅办理货运，不办理客运业务。车站距离包头东站132公里，隶属包神铁路公司，是四等站。